# Wasserfallenbächli (Höllbächli)
Das Wasserfallenbächli ist ein 150 Meter langer rechter Zufluss des Höllbächlis im äussersten Westen der Gemeinde Birmensdorf im Kanton Zürich. Der meist wenig Wasser führende Bach entwässert ein kleines Gebiet im Waldgebiet Hell.

## Verlauf
Der kleine Bach entspringt auf 588 m ü. M. bei einer Waldstrasse zwischen den Waldgebieten Stifel im Süden und Hell im Norden. Er durchfliesst in nordöstlicher Richtung zugleich für etwa 15 Meter eine Wiese, ehe er von einem Waldsaum begleitet wird. Nach kurzem Bachlauf tritt er ins Waldgebiet Hell ein, in welchem er ein kleines Tobel bildet. Schliesslich mündet das Wasserfallenbächli von rechts und Südwesten in den Oberlauf des Hollbächlis, dessen erster Zufluss er darstellt.